# Remixed Prayers
Remixed Prayers ist eine Remix-EP der US-amerikanischen Singer-Songwriterin Madonna. Die EP wurde im August 1989 von Sire Records und Warner Bros. Records als Zusatz zum Album Like a Prayer (1989) nur in Japan veröffentlicht. Im Juli 1993 wurde die EP in Australien veröffentlicht, als Madonna bei ihrer The Girlie Show Tour erstmals Konzerte in Australien gab.

## Hintergrundinformationen
Die EP enthält fünf Remixversionen von Like a Prayer und drei von Express Yourself. Die EP wurde auch in die Vereinigten Staaten, das Vereinigte Königreich und viele weitere Länder importiert, aber dort außer in Japan und Australien nie offiziell veröffentlicht.
Die Coverabbildung stammt von Madonnas Bruder Christopher Ciccone. Die „MLVC“ Signatur auf der Coverabbildung bedeutet „Madonna Louise Veronica Ciccone“ und das auf dem kopfliegende „P“ repräsentiert ihre Trennung vom Ex-Ehemann Sean Penn.
Die EP erreichte 1989 Platz 24 der Oricon-Albumcharts und blieb insgesamt 5 Wochen in den Albumcharts.

## Titelliste
| # | Titel            | Version                | Länge |
| - | ---------------- | ---------------------- | ----- |
| 1 | Like a Prayer    | 12" Dance-Mix          | 7:55  |
| 2 | Like a Prayer    | 12" Extended-Remix     | 7:26  |
| 3 | Like a Prayer    | Churchapella           | 6:09  |
| 4 | Like a Prayer    | 12" Club-Version*      | 6:38  |
| 5 | Like a Prayer    | 7" Remix/Edit-Version* | 5:45  |
| 6 | Express Yourself | Non-Stop Express Mix   | 8:01  |
| 7 | Express Yourself | Stop & Go Dubs-Version | 10:52 |
| 8 | Express Yourself | Local Mix              | 6:27  |

Notizen:
- Alle Version wurden von Shep Pettibone geremixt, außer (*) von Bill Bottrell.